# Вірджинія Апгар
Вірджинія Апгар (англ. Virginia Apgar; 7 червня 1909 — 7 серпня 1974) — американський анестезіолог в акушерстві. Авторка знаменитої шкали Апгар.

## Життєпис
Народилася 7 червня 1909 року у Вестфілді, штат Нью-Джерсі (США) у родині Гелен Кларк та Чарльза Еморі Апгар, науковця та винахідника. У підвалі їхнього будинку була облаштована справжня наукова лабораторія, а на горищі був невеликий телескоп, який батько Вірджинії зібрав самостійно. У силу певних причин сім'я Апгар постійно потребувала грошей, до того ж старший брат Вірджинії був тяжко хворий. Атмосфера будинку, а також вроджена тяга до знань і бажання допомогти братові пробудили у Вірджинії надзвичайно сильне захоплення медициною. Після школи вона вирішила продовжити освіту в коледжі Маунт-Голіок, Саут — Гедлі, штат Массачусетс, який закінчила в 1929 році. У той час їй доводиться жити тільки коштом скромної стипендії та різних приробітків (наприклад, ловити котів для зоологічної лабораторії).
У вересні 1929 року Вірджинія нарешті досягла своєї мети, вступивши до Колумбійського університетського коледжу терапії та хірургії в Нью-Йорку. А вже через місяць в США розпочалась Велика депресія, ще більше похитнувши скрутне фінансове становище Апгар. Проте їй все ж вдалося продовжити навчання, позичивши грошей у друга сім'ї. До моменту отримання диплому про вищу медичну освіту (1933) у Вірджинії накопичилося боргів на суму близько 4 тис. дол. На той час це була колосальна сума, особливо для неодруженої жінки, що бажала працювати хірургом.
Трудову діяльність Апгар розпочала в жовтні 1933 року як інтерн у хірургії та досить швидко досягла успіхів у цій галузі. Однак вже через рік вона знову почала вчитися, тепер щоб стати анестезіологом. На той час жінці-хірургу було набагато важче відбутися в професійному плані, стати фінансово незалежною, бути прийнятою в хірургічних колах нарівні з чоловіками. А анестезіологія для Апгар була своєрідним шансом «захопити» вільне поле діяльності, щоб жінки лікарі мали можливість реалізувати себе в професійному плані. Крім того, доктор Алан Уіппл, головний хірург штату Колумбія, планував підняти рівень анестезіологічної допомоги на належний рівень, і Вірджинія, на його думку, була найбільш вдалою кандидатурою, щоб ініціювати цей процес.
У 1938 році Вірджинія Апгар повернулася в Колумбію як завідувачка відділу анестезіології при відділенні хірургії. Вона вже цілком чітко уявляла концепцію підготовки персоналу для майбутнього відділення анестезіології. Основні моменти майбутньої програми навчання вона запозичила у вчителів, зокрема у Ральфа М. Вотерса. На початковому навчанні студентів Апгар ставила за мету, по-перше, відібрати найбільш талановитих і здібних молодих лікарів, щоб надалі сформувати штат відділу анестезіології саме з них; по-друге, було дуже важливо забезпечити адекватний догляд за пацієнтами. Саме ці дві обставини були основними та однаково важливими при підборі персоналу.
Однак незабаром Апгар зіткнулася з новими проблемами: важкістю набору персоналу, колосальними навантаженнями на роботі, особливо з початком Другої світової війни. Хірурги, як і раніше, вважали себе головними дійовими особами в операційній і не хотіли сприймати анестезіологів як рівнозначних колег у проведенні операції. Крім того, праця анестезіологів оплачувалася значно нижче роботи хірургів. Попри те, що деякі позитивні зміни все-таки відбулися, ситуація, великою мірою, не змінилася.
Незабаром стало зрозуміло, що саме по собі навчання студентів лише основам анестезіології та післяопераційного догляду за пацієнтами не може розв'язати проблему в цілому. Для підготовки кваліфікованих кадрів в області анестезіології необхідно здобувати післядипломну освіту. І в період з 1946 по 1948 роки для розвитку цього нового напрямку активно стали залучати провідних фахівців в анестезіології. Апгар переходить працювати в акушерську анестезіологію — на той час досить занедбану галузь. Щоб підняти її на належний рівень, були потрібні добре підготовлені інтерни.
У 1949 році Вірджинія Апгар стала першою жінкою-професором у галузі акушерської анестезіології, водночас продовжуючи наукову та дослідницьку роботу. У 1959 році Апгар вступила до Школи національної охорони здоров'я Університету імені Джонса Хопкінса, щоб отримати ступінь магістра в галузі громадської охорони здоров'я і сподіваючись під час навчання отримати доступ до статистичних даних, які допоможуть їй в дослідженнях. Тоді ж їй запропоновано обійняти посаду директора нового підрозділу Національного фонду вроджених вад. Останні 15 років свого життя Апгар присвятила роботі в Національному фонді, доклавши чимало зусиль для його успішної діяльності.
Найбільшим досягненням Вірджинії Апгар стала запропонована нею у 1952 році шкала.

## Шкала APGAR
Ідея створення шкали народилася несподівано, під час сніданку в кафетерії шпиталю. Один із студентів випадково зауважив про необхідність оцінки стану новонароджених. На це Вірджинія відповіла: «Це ж дуже просто. Потрібно зробити ось так». Вона схопила перший-ліпший клаптик паперу і коротко записала п'ять пунктів шкали, за якою необхідно оцінювати загальний стан дитини при народженні. Пізніше, опинившись в акушерському відділенні, спробувала застосувати цю шкалу в практичній діяльності.
На 27-му щорічному конгресі анестезіологів (1952) Вірджинія Апгар вперше офіційно представила розроблену нею систему оцінки стану новонароджених на перших хвилинах життя. Це простий метод для початкової оцінки стану новонароджених. Шкалу було розроблено для того, щоб медичний персонал у пологовому будинку і в подальшому педіатри могли чітко уявляти, яке самопочуття дитини, кому потрібна допомога і в чому.
Були запропоновані п'ять критеріїв оцінки: серцебиття, дихання, рефлекси, колір шкіри, м'язовий тонус. Кожен з критеріїв оцінюється в балах від 0 до 2. Результат оцінки знаходиться в діапазоні від 0 до 10. Оцінка новонароджених проводиться в два етапи: одразу після появи на світ і ще через п'ять хвилин після цього.
Шкала Апґар є одним із трьох параметрів, поряд з вагою і зростом, які повідомляються батькам новонароджених.